# Aphoebantus prodes
Aphoebantus prodes är en tvåvingeart som beskrevs av Osten Sacken 1887. Aphoebantus prodes ingår i släktet Aphoebantus och familjen svävflugor. Inga underarter finns listade i Catalogue of Life.